# Popcorn Time
Popcorn Time est un logiciel libre et gratuit pour PC et Android, permettant le streaming de vidéos par internet via le protocole réseau pair à pair BitTorrent. Il est distribué sous licence GPLv3.
Il permet de faire des recherches parmi les vidéos disponibles sur le réseau BitTorrent et de les visualiser instantanément en haute définition avec des sous-titres dans différentes langues.

## Développement
Popcorn Time a été développé par un groupe de développeurs de Buenos Aires dont la mascotte est "Pochoclín". Il est disponible publiquement en février 2014, son esthétique soignée et sa facilité d'utilisation le rendent rapidement populaire.
En mars 2014, en raison de la diffusion d’un nombre important de vidéos de l’industrie cinématographique d'Hollywood, aux États-Unis et bien que le logiciel n'ait rien d’illégal et soit majoritairement utilisé dans d'autres pays, les industriels réussissent à faire retirer le logiciel des serveurs l’hébergeant. Le 14 mars, les développeurs principaux annoncent jeter l’éponge. Celui-ci étant diffusé sous la licence libre GPLv3, des dérivés apparaissent dans les heures et jours qui suivent.
Le logiciel continue à évoluer sur plusieurs réseaux, il en existe différentes versions. Il est désormais développé pour Android, GNU/Linux, Mac et Windows et dispose d'un client VPN intégré. 
Il est compatible avec le Chromecast de Google, AirPlay d'Apple et le standard DLNA, permettant ainsi de visionner le contenu sur une TV ou un appareil compatible comme une console de jeu et certaines box Internet.
Depuis août 2015, le site web original de Popcorn Time redirige vers popcorntime.io, après que certains développeurs ont annoncé qu'ils reconnaissaient désormais ce dérivé comme le successeur de leur application.
Depuis 2020, le projet principal est disponible à l’adresse popcorntime.app. L’adresse est indisponible depuis avril 2021.
|                                                      |                                                      |                                                      |                                                      |                                                      |                                                      |                                             |  | Popcorn Time original, fermé getpopcorntime.me                                                        | | | | | |  |  | | | | | | |
|                                                      |                                                      |                                                      |                                                      |                                                      |                                                      |                                             |  | | | | | | |  |  | Time4Popcorn logiciel propriétaire/sources fermées time4popcorn.eu popcorn-time.se popcorn-time.to       | | | | | |
|                                                      |                                                      |                                                      |                                                      |                                                      |                                                      |                                             |  | | | | | | |  |  | | | | | | |
|                                                      |                                                      |                                                      |                                                      |                                                      |                                                      | Popcorn Time officiel, fermé popcorntime.io |  | | | | | | |  |  | | | | | | |
|                                                      |                                                      |                                                      |                                                      |                                                      |                                                      |                                             |  | | | | | | |  |  | | | | | | |
|                                                      |                                                      |                                                      |                                                      |                                                      |                                                      |                                             |  | | | | | | |  |  | | | | | | |
| Popcorn Time officiel popcorntime.sh popcorntime.app | Popcorn Time officiel popcorntime.sh popcorntime.app | Popcorn Time officiel popcorntime.sh popcorntime.app | Popcorn Time officiel popcorntime.sh popcorntime.app | Popcorn Time officiel popcorntime.sh popcorntime.app | Popcorn Time officiel popcorntime.sh popcorntime.app |                                             |  | Popcorn Time CE édition de la communauté reddit, fermé popcorntime.ml popcorntime.tk popcorntimece.ch | Popcorn Time CE édition de la communauté reddit, fermé popcorntime.ml popcorntime.tk popcorntimece.ch | Popcorn Time CE édition de la communauté reddit, fermé popcorntime.ml popcorntime.tk popcorntimece.ch | Popcorn Time CE édition de la communauté reddit, fermé popcorntime.ml popcorntime.tk popcorntimece.ch | Popcorn Time CE édition de la communauté reddit, fermé popcorntime.ml popcorntime.tk popcorntimece.ch | Popcorn Time CE édition de la communauté reddit, fermé popcorntime.ml popcorntime.tk popcorntimece.ch |  |  | Clones divers (versions suspectes, malwares potentiels) popcorn-time.is popcorntime.ag getpopcorntime.is | Clones divers (versions suspectes, malwares potentiels) popcorn-time.is popcorntime.ag getpopcorntime.is | Clones divers (versions suspectes, malwares potentiels) popcorn-time.is popcorntime.ag getpopcorntime.is | Clones divers (versions suspectes, malwares potentiels) popcorn-time.is popcorntime.ag getpopcorntime.is | Clones divers (versions suspectes, malwares potentiels) popcorn-time.is popcorntime.ag getpopcorntime.is | Clones divers (versions suspectes, malwares potentiels) popcorn-time.is popcorntime.ag getpopcorntime.is |
| Popcorn Time officiel popcorntime.sh popcorntime.app | Popcorn Time officiel popcorntime.sh popcorntime.app | Popcorn Time officiel popcorntime.sh popcorntime.app | Popcorn Time officiel popcorntime.sh popcorntime.app | Popcorn Time officiel popcorntime.sh popcorntime.app | Popcorn Time officiel popcorntime.sh popcorntime.app |                                             |  | Popcorn Time CE édition de la communauté reddit, fermé popcorntime.ml popcorntime.tk popcorntimece.ch | Popcorn Time CE édition de la communauté reddit, fermé popcorntime.ml popcorntime.tk popcorntimece.ch | Popcorn Time CE édition de la communauté reddit, fermé popcorntime.ml popcorntime.tk popcorntimece.ch | Popcorn Time CE édition de la communauté reddit, fermé popcorntime.ml popcorntime.tk popcorntimece.ch | Popcorn Time CE édition de la communauté reddit, fermé popcorntime.ml popcorntime.tk popcorntimece.ch | Popcorn Time CE édition de la communauté reddit, fermé popcorntime.ml popcorntime.tk popcorntimece.ch |  |  | Clones divers (versions suspectes, malwares potentiels) popcorn-time.is popcorntime.ag getpopcorntime.is | Clones divers (versions suspectes, malwares potentiels) popcorn-time.is popcorntime.ag getpopcorntime.is | Clones divers (versions suspectes, malwares potentiels) popcorn-time.is popcorntime.ag getpopcorntime.is | Clones divers (versions suspectes, malwares potentiels) popcorn-time.is popcorntime.ag getpopcorntime.is | Clones divers (versions suspectes, malwares potentiels) popcorn-time.is popcorntime.ag getpopcorntime.is | Clones divers (versions suspectes, malwares potentiels) popcorn-time.is popcorntime.ag getpopcorntime.is |

## Événements remarquables

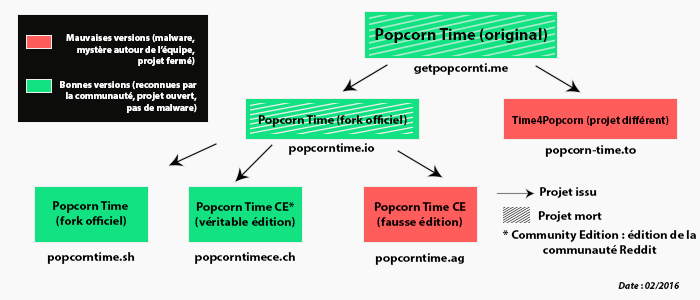
Schéma de la ramification du projet Popcorn Time

- En juillet 2014, le MPAA (Hollywood) a demandé à GitHub, qui hébergeait le code source de Popcorn Time, de le supprimer[8],[9].
- Également en 2014, l'industrie Hollywoodienne du film s'attaque aux utilisateurs Allemands de l'application par l’intermédiaire de cabinets d'avocats et leur somme de payer des amendes allant jusqu’à 840 euros[10].
- En janvier 2015, le directeur de Netflix, Reed Hastings, décrit Popcorn Time comme un de ses principaux concurrents dans une lettre à ses investisseurs[11].
- En avril 2015, la justice britannique a fait bloquer une liste de sites liés à Popcorn Time[12]. L'Italie ordonne un blocage similaire en août 2015[13]. Ces décisions limitent l'accès aux sites web de l'application, sans pour autant empêcher le logiciel de fonctionner une fois installé.
- En octobre 2015, un désaccord dans l'équipe de développement du fork le plus populaire de Popcorn Time, popcorntime.io, à propos de l'implémentation d'un VPN payant dans le logiciel, pousse l'équipe à stopper le projet et à s'orienter vers Butter, projet hébergé sur butterproject.org, logiciel libre mettant à disposition des contenus appartenant au domaine public[14] mais incluant aussi une option facultative pour regarder du contenu piraté[15].
- En novembre 2015, l'un des développeurs de popcorntime.io informe le site TorrentFreak qu'un retour du dérivé est en projet[16].
- En janvier 2016, le dérivé appelé Community Edition est situé à l'adresse popcorntimece.ch[17] et le code source est disponible sur GitHub[18].
- En février 2016, un dérivé, considéré comme officiel par la communauté Reddit[19], de popcorntime.io voit le jour sous le nom de popcorntime.sh. Toutefois, on ne sait pas qui se cache derrière ce projet[20],[21] et l'un des anciens développeurs de popcorntime.io nommé « Wally », aussi fondateur de VPN.ht[22], considère ce projet comme un simple dérivé[23]. Le groupe en revanche se considère comme la relève officielle de Popcorn Time[24]. Ce dérivé ne propose plus de VPN intégré, indique les API utilisées et utilise une version modifiée de Butter[25].
- En 2020 popcorntime.io redirige vers popcorntime.app
- En avril 2021, le site popcorntime.app devient inaccessible et popcorntime.io redirige désormais vers le site de la MPAA. La page Github et le code source du projet reste en ligne, mais les API ne fonctionnent plus, rendant le logiciel inutilisable (à moins d'utiliser des API personnalisés). L'arrêt est concomitant d'une plainte de studios demandant la saisie des fonds Paypal de VPN.ht[26], le VPN payant facultatif intégré à Popcorn Time. Les développeurs évoquent de leur côté des désaccords internes pour expliquer la disparition du site, et promettent un retour rapide[27]. Il est possible de télécharger les builds officiels via le site popcorn-ru.tk et d'utiliser le même site en tant que API personnalisé dans les paramètres du logiciel pour continuer à regarder des films et des séries, mais il n'existe pour le moment aucun API fonctionnel pour les animes. L'API yts.mx peut également être utilisé mais pour les films seulement. Aucun des autres liens pour télécharger Popcorn Time n'est officiel et ces téléchargements peuvent contenir des pubs, des demandes d'argent ou des virus[28].
- Le 4 janvier 2022, le groupe a envoyé un courriel à des journalistes pour annoncer la fermeture de son application[29]. Les Numériques indique cependant que le code source est toujours disponible sur github, et que ses utilisateurs indiquent sur un forum de Reddit, qu'il suffit de changer l'adresse du serveur de l'application, pour que celle-ci continue à fonctionner[30].

## Légalité
Même si le logiciel en lui-même est légal, l'utiliser afin de regarder du contenu protégé par le droit d'auteur ne l'est pas. En fait, Popcorn Time utilise le BitTorrent pour acheminer le contenu (films, séries) vers l'utilisateur, qui à son tour partage ce contenu avec les autres, et ainsi la Hadopi, qui a autorité en France en matière de téléchargement illégal, peut remonter jusqu'à l'identité de la personne concernée et déclencher une « riposte graduée » pour avertir et éventuellement sanctionner. Au Danemark, de nombreux internautes ont reçu des courriers leur indiquant de payer une amende pour avoir eu une utilisation illégale de Popcorn Time. Par ailleurs, en 2015, un Danois a été condamné pour avoir créé un site informatif sur la façon d'installer et d'utiliser Popcorn Time.